# Швак Іван Андрійович
Іван Андрійович Швак (10 жовтня 1921, с. Тростянець,  нині Тернопільського району Тернопільської області, Україна — 3 серпня 2011, м. Львів, Україна) — діяч ОУНР. Чоловік Ірини Шуль

## Життєпис
У сім'ї батьків було 9 дітей. У 1928 р. пішов навчатися до першого класу сільської школи, де вчителювала його найстарша сестра Ольга. Потім два роки вчився в Бережанах у «Рідній школі», а в 1934 р. вступив до першого класу Бережанської гімназії.
У 1940 році з відзнакою і зразу поступив на енергетичний факультет Львівської політехніки, де через два місяці навчання захворів і дістав академвідпустку.
Під час німецької окупації, кілька місяців працював учителем сільської початкової школи, але з відкриттям навесні 1942 року медичних фахових курсів у Львові вступив на перший курс лікувального факультету. Там же став членом ОУНР. Згодом, з утворенням УПА, їй були необхідні обмундирування, харчі, зброя. І студенти-медики збирали у населення білизну, взуття, рушники, простирадла й ліки. А ще – розповсюджували бофони для збору грошей на купівлю ліків для УПА.
На сам йорданський Святвечір, 18 січня 1944 р., гестапо заарештувало Ірену Б’єнько, яка за дорученням І.Швака розповсюджувала бофони. Його дівчина не видала, але сама до кінця війни мучилась у німецьких таборах. Іван відразу перейшов у підпілля. Згодом, 1947-го, вони з Іреною одружаться.
Пішов у підпілля в УПА в 1944 році. Мав псевдонім «Орлик». Був фармацевтом .
При виході з підпілля в 1946 році легалізувався під іменем Іван Михайлович Шуль за допомогою евакуаційного листка на інше прізвище.
Вчився у Львівському політехнічному інституті на інженерному факультеті, який закінчив у 1957 році.
Працював на залізниці інженером. Вийшов на пенсію начальником бюро раціоналізації та винахідництва у 1980 році.
Донька Марта Літинська — українська шахістка, міжнародний гросмейстер, заслужений майстер спорту, заслужений працівник фізичної культури і спорту України, математик.